# Pietro Ranzano
Pietro Ranzano (Palermo, 1428-Lucera, 1492) fue un fraile, obispo, historiador, humanista y erudito dominico italiano conocido por su obra, De primordiis et progressu felicis Urbis Panormi, una historia de la ciudad de Palermo desde sus inicios hasta el siglo XV. La composición está influenciada en cierta medida por concepciones humanistas de la investigación histórica, ofrece vislumbres de la visión del mundo de un intelectual siciliano del período del Renacimiento sobre los judíos y la cultura judía, así como el pasado de Sicilia.